# 이나기시
이나기시(일본어: 稲城市)는 일본 도쿄도 남부에 있는 시이다.
1970년대 이후 일본주택공사(현 독립행정법인 도시재생기구)의 다마 뉴타운 건설과 게이오 사가미하라선 및 오다큐 다마선 연선 개발에 따라 다마강 유역의 기존 주택지와 함께 인구가 급증했다.
또한 예로부터 배와 포도의 산지였다. 특히 '이나기 배'는 브랜드 배로 유명하며, 지금도 주택가에는 많은 배 농장과 배 직판장을 볼 수 있다. 일본 프로 축구 J리그 도쿄 베르디의 연고지이기도 하다.

## 지리
도쿄 도심에서 서남쪽으로 약 25km 떨어진 다마강 우안에 위치하며, 시내 다이마루에서 취수한 다이마루 용수가 동부를 적시고, 미사와강이 동서를 가로지른다. 다마 구릉의 북동부에 위치하며 현재는 대부분 주택지로 변했지만 예로부터 골짜기 지형을 활용한 농업이 이루어졌으며, 숲도 비교적 많이 남아 있다. 다른 도쿄도 다마 지역의 지자체보다 가나가와현의 가와사키시 등과의 연계성이 강하다.
서쪽으로 다마시, 북쪽으로 후추시, 조후시와 접하고 동쪽과 남쪽으로 가나가와현 가와사키시와 접한다.

## 역사
1889년 4월 1일에 6개 촌이 합쳐져 미나미타마군에 속하는 이나기촌으로 성립하였다. 1957년 4월 1일에 이나기정으로 승격하였다.
1971년 11월 1일에 이나기시로 승격하였고 미나미타마군은 해체되었다. 이나기는 다마와 함께 미나미타마군의 마지막 정이었다.

## 교통

### 철도
- 동일본 여객철도 난부선, 무사시노선
- 게이오 전철 사가미하라선
- 오다큐 전철 다마선

## 인구
| 연도 | 인구   | ±%      |
| ---- | ------ | ------- |
| 1950 | 9,824  | —       |
| 1960 | 11,012 | +12.1%  |
| 1970 | 30,817 | +179.8% |
| 1980 | 48,154 | +56.3%  |
| 1990 | 58,635 | +21.8%  |
| 2000 | 69,235 | +18.1%  |
| 2010 | 84,835 | +22.5%  |
| 2020 | 93,151 | +9.8%   |